# 圣马梅斯德坎波斯
圣马梅斯德坎波斯，是西班牙卡斯蒂利亚-莱昂帕伦西亚省的一个市镇。 总面积16平方公里，总人口91人（2001年），人口密度6人/平方公里。